# Tratado de Westminster (1462)

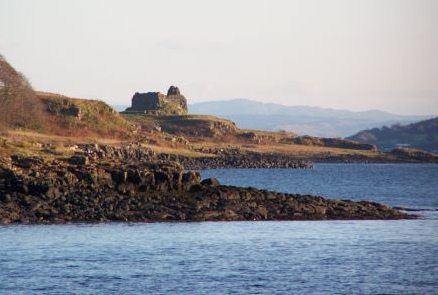
Os senhores escoceses concordaram em juntar-se a Eduardo IV de Inglaterra no Castelo de Ardtornish

O Tratado de Westminster (ou Tratado de Westminster-Ardtornish) foi assinado em 13 de fevereiro de 1462 entre Eduardo IV de Inglaterra da Casa de York e o escocês João de Islay, Conde de Ross, Senhor das Ilhas. O acordo propunha que, se a Escócia fosse conquistada pela Inglaterra, as terras ao norte do mar escocês (o Firth of Forth) seriam divididas entre o Senhor das Ilhas e o Conde de Douglas para serem mantidas da coroa da Inglaterra, enquanto o Conde de Douglas manteria a Escócia ao sul do Firth.

## Antecedentes
A coroa escocesa na minoria de Jaime III da Escócia tinha tomado o lado lancastriano na Guerra das Rosas, acolhendo o fugitivo Henrique VI de Inglaterra. Eduardo IV estava formando novas alianças com nobres ingleses e escoceses descontentes para reduzir a ameaça representada pelo exilado antigo rei, agora nas mãos da mãe de Jaime III, Maria de Guelders.

## Processo
O Conde de Douglas e seu irmão João Douglas de Balvenie seguiram para o oeste da Escócia com as propostas de Eduardo IV. Os senhores das terras altas deram seu consentimento do Castelo de Ardtornish em 19 de outubro de 1461, e enviaram Ranald das Ilhas e Duncan, Arquidiácono das Ilhas, como seus enviados a Londres. Os artigos foram finalizados e selados no Palácio de Westminster em 13 de fevereiro de 1462 e assinados por Eduardo IV em 17 de março de 1462. João, Conde de Ross, Donald Balagh, e seu filho e herdeiro João, com todo o povo de Ross e das Ilhas se tornariam súditos de Eduardo IV em Whitsunday.

## Consequências
O historiador Norman Macdougall pensou que o significado do acordo foi exagerado por historiadores anteriores, como Andrew Lang, que o descreveu como uma tentativa de "apunhalar a Escócia pelas costas com uma sujeira celta". Sua consequência foi um ataque do Conde de Ross em terras da coroa perto de Inverness em 1462 e 1463.
A coroa escocesa aliou-se a Eduardo IV pelo tratado de York em 1464. Em 1475, a corte inglesa revelou a existência do acordo de 1462; João, o Conde de Ross, foi consequentemente convocado por traição - incluindo os atos de fazer ligas e bandas com Eduardo IV e o banido Conde de Douglas. John só foi capaz de acalmar os assuntos ao desistir de Ross (que na época incluía Skye). Em 1491, em uma tentativa de recuperá-lo, seu meio-sobrinho lançou o Raid em Ross, que o rei escocês foi então capaz de usar como justificativa para abolir o poderoso senhorio das Ilhas.

## Os Douglases e a Inglaterra
É notável que Archibald Douglas, 5º Conde de Angus desempenharia um papel significativo no futuro Tratado de Paz Perpétua (1502) e sua descendência, o Tratado de Greenwich. Os Douglases eram, em geral, naquela época, os chefes do partido pró-inglês na Escócia, pressionando pelo que acabou se tornando uma União das Coroas e do Reino da Grã-Bretanha.